# Alisson Farias
Alisson Alves Farias, noto anche con lo pseudonimo di Alisson (Lages, 7 aprile 1996), è un calciatore brasiliano, attaccante del Bình Định.

## Caratteristiche tecniche
È un'ala sinistra.

## Carriera

### Club
Cresciuto nel settore giovanile dell'Internacional, ha esordito il 7 febbraio 2015 in occasione del match di Campionato Gaúcho vinto 1-0 contro il Novo Hamburgo.